# Maurizio Piovani
Maurizio Piovani (Cremona, 17 juli 1959) is een Italiaans voormalig professioneel wielrenner. Hij reed voor onder meer Lampre.
Na zijn eigen professionele carrière werd hij ploegleider bij onder meer Mapei en Lampre.

## Belangrijkste overwinningen
1979
Circuito del Porto-Trofeo Internazionale Arvedi
1985
2e etappe Ronde van Italië (ploegentijdrit)
1986
3e etappe Ronde van Italië (ploegentijdrit)

## Resultaten in voornaamste wedstrijden
| Jaar | Ronde van Italië | Ronde van Frankrijk | Ronde van Spanje |
| ---- | ---------------- | ------------------- | ---------------- |
| 1981 | 45e              |                     |                  |
| 1982 | 48e              |                     |                  |
| 1983 | 96e              |                     |                  |
| 1984 | 44e              |                     |                  |
| 1985 | 65e              |                     |                  |
| 1986 | 85e              |                     |                  |
| 1987 |                  | 120e                |                  |
| 1988 | 70e              |                     |                  |
| 1989 | 50e              |                     | 75e              |
| 1990 | 60e              |                     | opgave           |
| 1991 | 38e              |                     |                  |
| 1992 | 89e              |                     |                  |

| Jaar | Milaan-San Remo | Ronde van Lombardije |
| ---- | --------------- | -------------------- |
| 1981 |                 |                      |
| 1982 |                 |                      |
| 1983 |                 | 40e                  |
| 1984 |                 |                      |
| 1985 |                 |                      |
| 1986 | 97e             |                      |
| 1987 |                 |                      |
| 1988 | 94e             |                      |
| 1989 |                 |                      |
| 1990 |                 |                      |
| 1991 |                 |                      |
| 1992 |                 |                      |

## Ploegen
- 1981 –  Gis Gelati-Campagnolo
- 1982 –  Gis-Gelati
- 1983 –  Del Tongo-Colnago
- 1984 –  Del Tongo-Colnago
- 1985 –  Del Tongo-Colnago
- 1986 –  Del Tongo
- 1987 –  Del Tongo
- 1988 –  Del Tongo
- 1989 –  Malvor-Sidi
- 1990 –  Diana-Colnago
- 1991 –  Colnago-Lampre
- 1992 –  Lampre-Colnago